# Accordiola Camerano
Accordiola Camerano is een voormalig Italiaans merk van accordeons.

## Geschiedenis
Silvio Scandalli begon rond 1900 met hulp van zijn familie in het plaatsje Camerano met de ambachtelijke productie van de accordeon. Aanvankelijk duurde het tot 4 maanden voor de uiteindelijke accordeon gereed was en kon worden verkocht. Het bleek een antrekkelijk product, want tussen 1915 en 1921 was de kleine werkplaats in Camerano al uitgegroeid tot een middelgroot bedrijf. In 1941 was de fabricage zelfs een industrie geworden met circa 700 medewerkers. De Tweede Wereldoorlog maakte dat er een kleine dip ontstond, maar dictator Mussolini was een groot bewonderaar van het instrument en verordonneerde, dat (nagenoeg) elk legeronderdeel zijn eigen accordeonist moest hebben. De accordeons werden door de regering beschikbaar gesteld. In de jaren na de oorlog was het - mede door zijn aantrekkelijke prijsklasse en zeer grote klankkleuren - wederom een geliefd product. Tal van steden hadden zo hun eigen (of zelfs meerdere) accordeonverenigingen. Pas in de jaren zestig - met de opkomst van de Rock-'n-roll en beatgroepen verloor de accordeon terrein ten gunste van de elektrische gitaar. Eind jaren tachtig van de twintigste eeuw hield de firma op te bestaan. De oude fabriek is anno 2021 nog steeds aanwezig in het dorp. De fabriek die destijds de blaasbalgen leverde, bestaat nog steeds en produceert nu overhemden.
De accordeons, die anno 2021 nog steeds in groten getale aanwezig zijn, kenmerken zich door het ovale blauwe aluminium plaatje met daarop het nummer van het model en het serienummer. Op dit plaatje staat: "Fisarmoniche Accordiola Cameran, made in  Italy”. De modellen kregen alle een modelnummer en slechts bij uitzondering een naam, zoals 'model Migno".